# Šatov
Šatov (in tedesco Deblin) è un comune mercato della Repubblica Ceca facente parte del distretto di Znojmo, in Moravia Meridionale.